# Тюменское ханство (Сибирь)

Новая усовершенствованная (карта) России, Московии и Тартарии. Энтони Дженкинсон, 1562 год.

Тюменское ханство (до 1428 года — Тюменский улус, Тюменский вилайет) — тюрко-татарское  государство в Сибири. 
В 1563 году вошло в состав Сибирского ханства.

## История

### Тюменский улус
В 1359—1428 годах был улусом.

## Правители

### Тюменское ханство (1359—1563)
Юго-Западная Сибирь. Столица-Чинги-Тура (Тюмень).
- Тайбуга, сын Он-хана (1220—?).
- Каганбек — хан (1359—1375)
- Тохтамыш — хан (1396—1406)
- Чокре — хан (1407—1413)
- Даулат Шайх оглан — хан (1413—1420)
- Хаджи-Мухаммед — хан (1420—1428)
- Абу-л-хайр — хан (1428—1468)
- Ибак — хан (1468—1495)
- Мамук — хан (1495—1496)
- Агалак — хан (1496—1504)
- Ахмад бен Мамук — хан (1504)
- Кулук-Салтан (Тулак-хваджа) — хан сын Ибака (1505—1530)
- Едигер — (1530—1563)
- Бек-Булат, брат (сопр. 1555—1563)
- 1563 год объединение с Сибирским ханством.[2]